# Bogué
 Boghé es una localidad y comuna de la región de Brakna en el sur de Mauritania.
En 2000 tenía una población de 37.531 habitantes. Se estima que su población actual pueda alcanzar los 45.000.